# George Page (Skirennläufer)
George Hugh Page (* 17. Mai 1910 in Cham, Schweiz; † September 2001) war ein schweizerisch-US-amerikanischer alpiner Skirennläufer und Industrieller.

## Werdegang
George Hugh Page, Sohn von Fred Harte Page (1877–1930) und Lisina (1877–1920), geborene Martinelli, und Enkel des Industriellen George Ham Page begann bereits während seiner Kindheit, die er zeitweise auf Schloss St. Andreas verbrachte, mit dem Skisport. Nach einem Naturwissenschaftsstudium ab 1925 am Corpus Christi College in Cambridge, England kam er zurück in die Schweiz. In der Folge startete er für die Sektion Zürich des Schweizerischen Akademischen Skiclubs. Dabei gelangen ihm diverse vordere Platzierungen bei Zürcher Hochschulmeisterschaften, schweizerischen Skihochschulmeisterschaften und weiteren SAS-Rennen. Nachdem sein Vater am 9. Januar 1930 während des Skifahrens in Davos an einem Herzinfarkt gestorben ist, begann Page wenige Jahre später, sich als Mitglied im Vorstand der C. A. – Aktiengesellschaft mit Sitz in Zürich zu engagieren. Diese war im Medizinbereich, so etwa in der Krebsforschung, tätig.
Ab 1935 nahm Page als Mitglied des US-amerikanischen Verbandes an FIS-Rennen in der Schweiz teil. Ein Jahr später nahm er für die Vereinigten Staaten an den Olympischen Winterspielen 1936 in Garmisch-Partenkirchen teil. In der Alpinen Kombination erreichte er Rang 13.

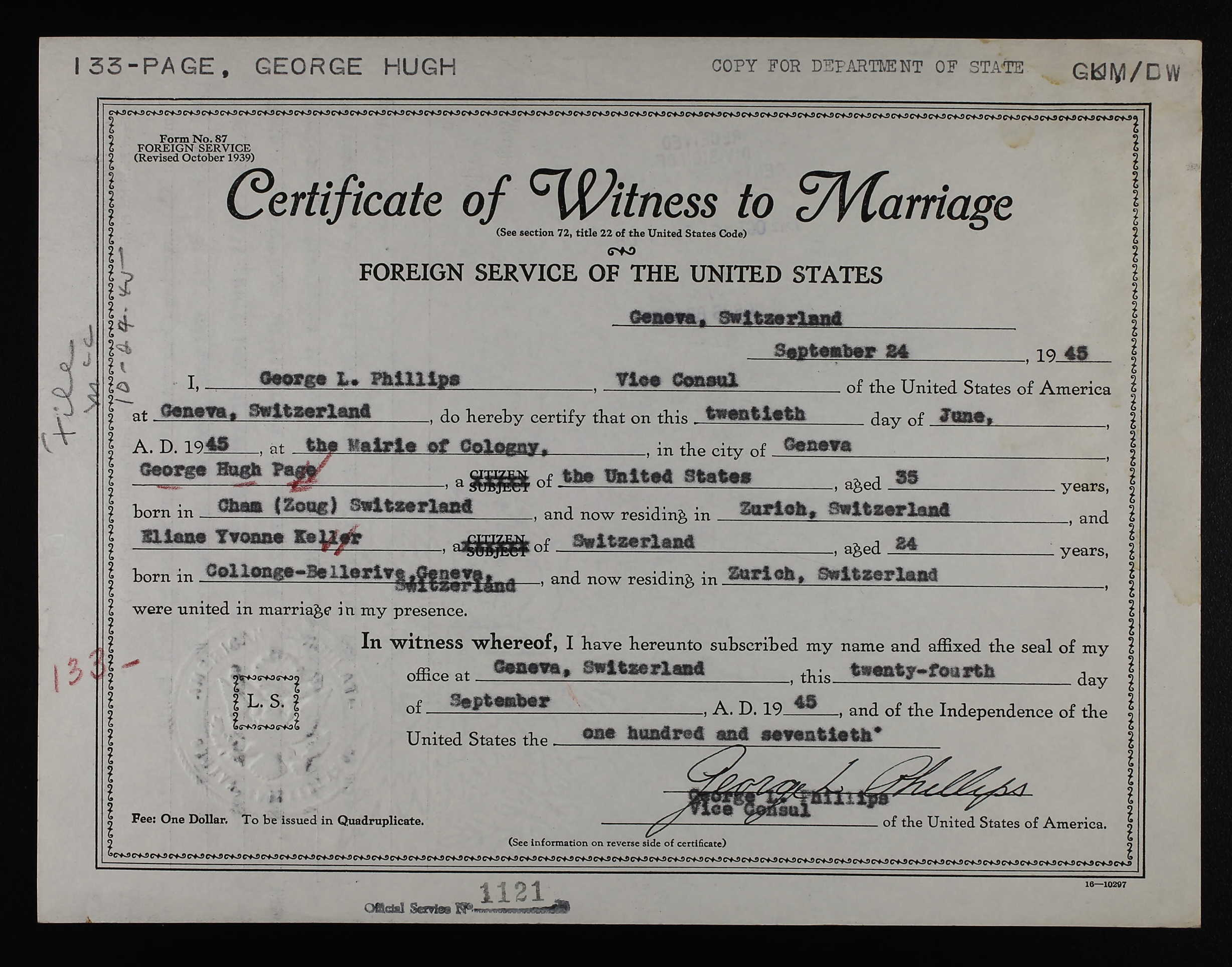
Heiratsurkunde von George Hugh Page und Eliane Yvonne Keller

Am 20. Juni 1945 heiratete Page die Schweizerin Eliane Yvonne Keller in Cologny. Nach dem Zweiten Weltkrieg gründete Page als Dank dafür, dass er während des Krieges in der neutralen Schweiz in Sicherheit leben konnte, einen Spendenfonds aus seinem Vermögen, welches er als Teilhaber der Gesellschaft für Apparatebau, Blechbearbeitung und Spenglereihalbfabrikate AG in Wallisellen verdient hatte.
1953 spendete Page aus seinem Fonds an das C. G. Jung-Institut Zürich einen großen Betrag, um die Erforschung des 1945 entdeckten und 1952 an das Institut gekommenen Codex Jung, einem koptisch-gnostischen Papyrus-Codex mit Texten aus dem Frühchristentum aus Ägypten, zu ermöglichen und den Codex für Wissenschaftler zugänglich zu machen. Ein Jahr später ließ sich Page in der Schweiz eine Planungstafel patentieren, auf der sich Markierungsstreifen anbringen und wieder lösen lassen. 1955 folgte das Patent hierfür in den Vereinigten Staaten. Während dieser Zeit wohnte er bei Hombrechtikon im Weiler Schirmensee.
2001 starb Page im Alter von 91 Jahren.